# Paul F. Zukunft

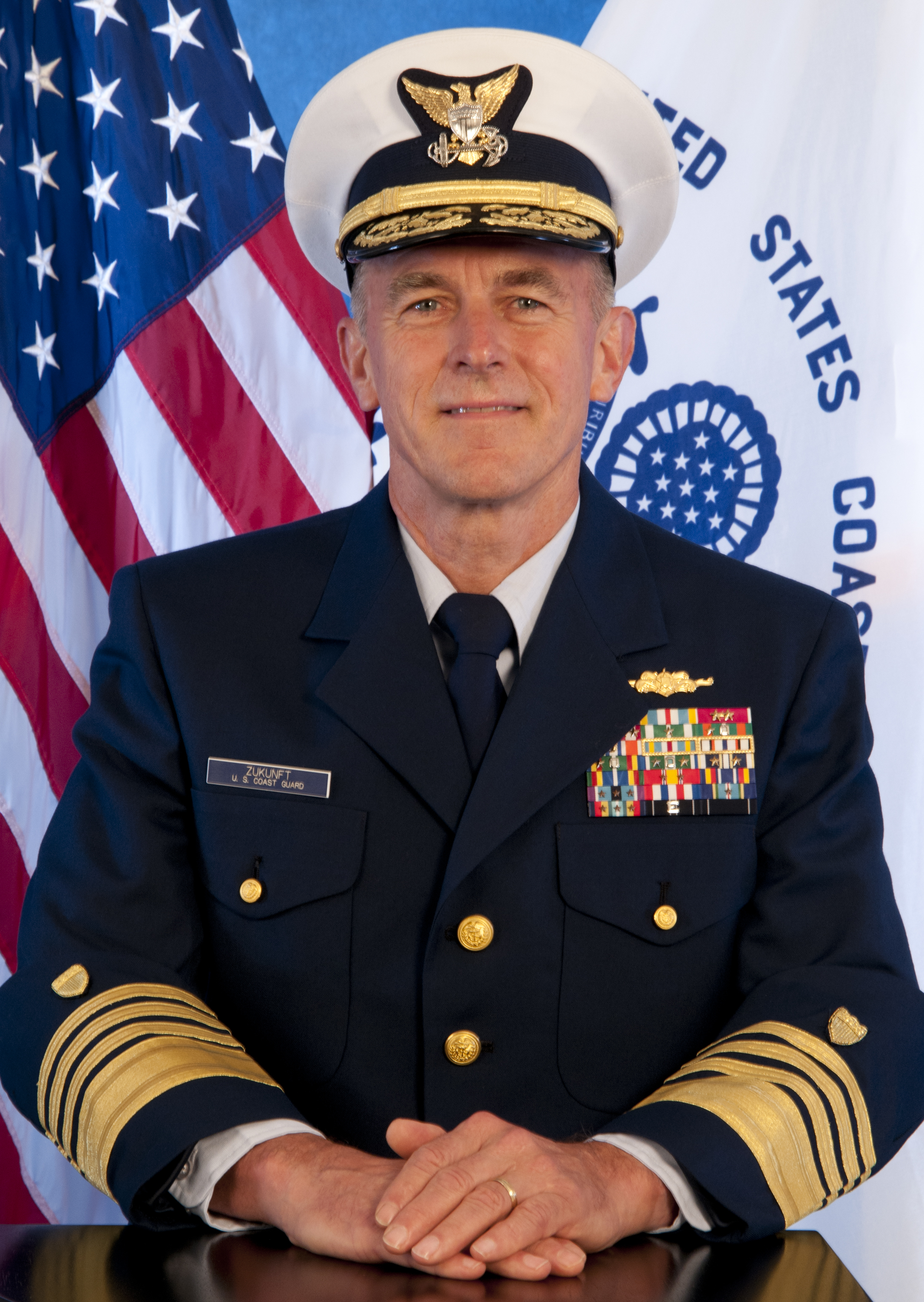
Paul F. Zukunft (2014)

Paul F. Zukunft (*  1955 in North Branford, Connecticut) ist ein US-amerikanischer Admiral. Er war von 2014 bis 2018 der 25. Commandant of the Coast Guard.

## Leben
Zukunft verpflichtete sich 1973 bei der US-Küstenwache. Er graduierte im Jahr 1977 von der United States Coast Guard Academy (Bachelor of Science Government), 1988 von der Webster University (Master of Arts Management) und 1997 vom Naval War College (Master of Arts National Security and Strategic Studies).
Einige seiner letzten Dienststellungen bis 2014 waren: The Assistant Commandant for Marine Safety, Security and Stewardship; Director of Response Policy, Assistant Commandant for Capability; Commander, Eleventh Coast Guard District; and Director, Joint Interagency Task Force West; Federal Onscene Deepwater Horizon Unified Command und zuletzt Commander, Coast Guard Pacific Area. Am 30. Mai 2014 wurde er zum Commandant of the Coast Guard und damit auch zum Admiral ernannt. Seit 2018 befindet er sich im Ruhestand.  

## Auszeichnungen (Auswahl)
- Homeland Security Distinguished Service Medal
- Defense Superior Service Medal
- Legion of Merit with two gold award stars
- Meritorious Service Medal with four gold award stars and „O“ device
- Coast Guard Commendation Medal with one gold award star
- Coast Guard Achievement Medal with gold award star and „O“ device
- Joint Meritorious Unit Award[3]